# Lepadella margalefi
Lepadella margalefi är en hjuldjursart som beskrevs av De Ridder 1964. Lepadella margalefi ingår i släktet Lepadella och familjen Lepadellidae. Inga underarter finns listade i Catalogue of Life.